# Ymer (isbrytare, 1931)
Ymer var en svensk isbrytare byggd på Kockums varv i Malmö 1931-1933. Bakgrunden till anskaffandet av fartyget var att statens då enda isbrytare, Atle, år 1929 gick på grund, och man insåg att en statsisbrytare var för litet för att kunna upprätthålla fullgod isbrytningskapacitet. Ymer tjänstgjorde i 44 år tills hon år 1976 såldes för skrotning.

## Utformning

### Övergripande
Ymer försågs ursprungligen med ett sjöflygplan för isspaning och en kran för sjösättning och upptagning, men planet och utrustningen avlägsnades i samband med att hon krigsutrustades. Kommandobryggan var till att börja med helt öppen, något som ställde hårda krav på dem i besättningen som tjänstgjorde där. Det var inte förrän 1963 som den byggdes in.

### Maskineri
Ymer hade en förlig och två akterliga propellrar. Man beslöt också att välja diesel-elektrisk drift, vilket gjorde Ymer till den första havsisbrytaren i världen med detta, numera vanliga, system. Maskineriet utgjordes av sex stycken 6-cylindriga fyrtakts dieselmotorer av märket MAN, på vardera 1,1 MW (1 500 hk). Dessutom fanns ett hjälpmaskineri av två 6-cylindriga fyrtaktsdieslar typ MAN och en 2-cylindrig hamnknarr tvåtaktsmotor, som drev två likströmsgeneratorer på 265 kW respektive en på 50 kW. Dessa användes för att producera elektricitet för huvudgeneratorernas magnetlindningar, och för fartygets interna behov.

## Verksamhet
Det var egentligen först i och med Ymers tillkomst som man kunde bedriva någon egentlig, svensk vintersjöfart. Ymer berömdes också för att lämna en bred och jämn ränna akteröver. Hårda vintrar gick det dock inte att trafikera Östersjön i någon nämnvärd utsträckning, utan man fick koncentrera sig på att hålla hamnarna på syd- och västkusten isfria. Under andra världskriget var isbrytaren bestyckad med fyra 75 mm luftvärnskanoner och fyra kulsprutor. Besättningen ökades samtidigt till 85 personer.

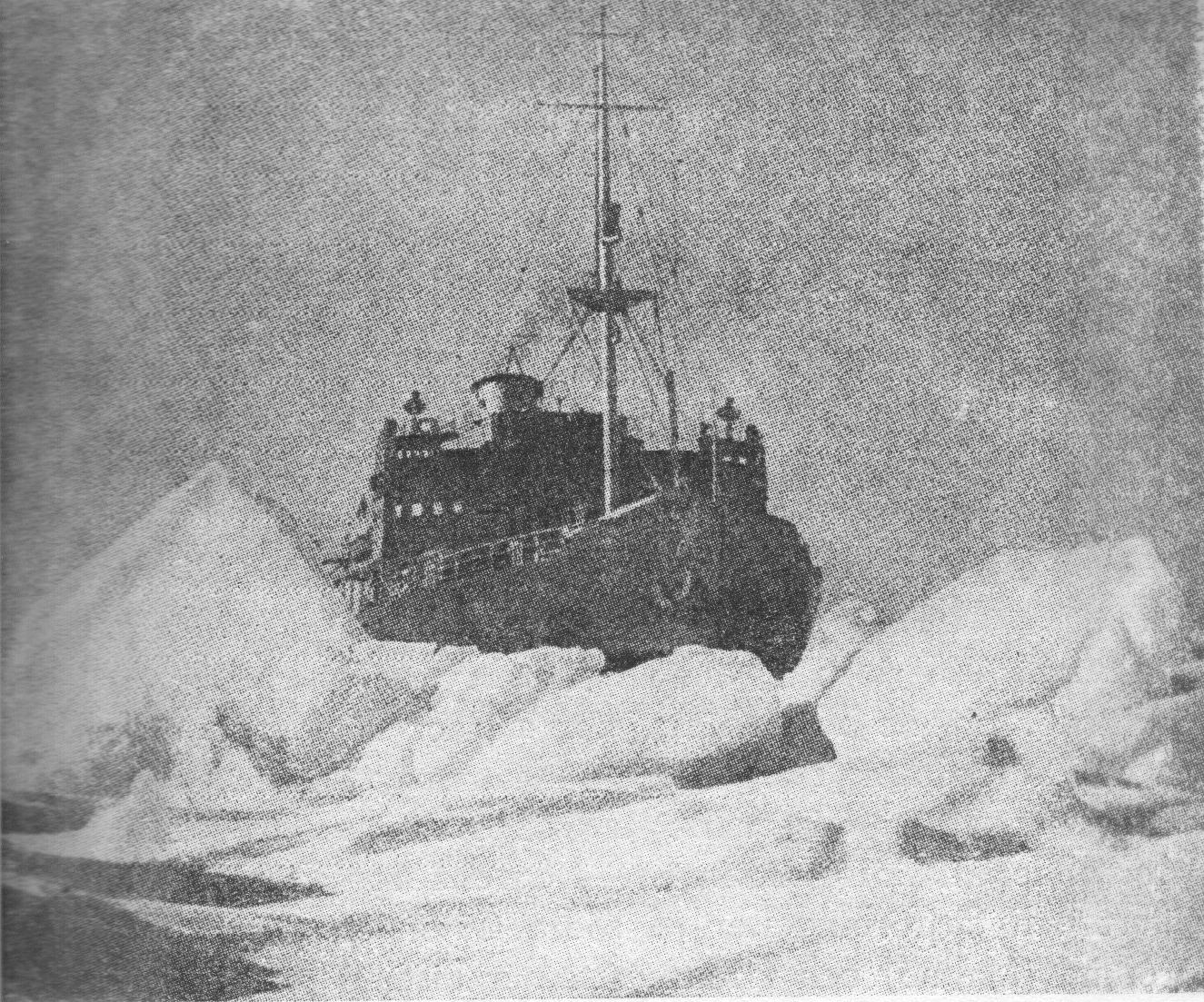
Ymer med den ursprungliga, öppna bryggan